# Njabulo Ndebele
Njabulo Simakahle Ndebele (né le 4 juillet 1948 à Johannesbourg) est un professeur de littérature et écrivain de fiction sud-africain, ancien vice-chancelier et directeur de l'université du Cap.

## Œuvres
- Sarah, Rings, and I, 1993
- Bonolo and the Peach Tree, 1994
- Death of a Son, 1996
- Umpropheti/The Prophetess, 1999
- The Cry of Winnie Mandela, 2004 publié en français en 2019 sous le titre Le Lamento de Winnie Mandela aux éditions Actes Sud. Traduction par Georges Lory.  (ISBN 978-2330128449)
- Rediscovery of the Ordinary: Essays on South African Literature and Culture, 1991, nouvelle édition en 2006
- Fools and Other Stories, 1983, nouvelle édition en 2006
- Fine Lines from the Box: Further Thoughts About Our Country, 2007